# Indopendent
Indopendent (Eigenschreibweise: InDOpendent) war eine studentische Gratiszeitung, die von 1991 bis 2008 an der Universität Dortmund (heute: Technische Universität Dortmund) erschien. Die Campuszeitung wurde am dortigen Institut für Journalistik produziert und im Oktober 2008 vom Magazin pflichtlektüre abgelöst.
Indopendent war nach eigenen Angaben die erste deutsche Campuszeitung, denn sie wurde „von Hochschulleitungen oder Studentengruppen unabhängig nur für den Campus konzipiert und realisiert“. Die Zeitung wurde vom damaligen wissenschaftlichen Angestellten am Dortmunder Institut für Journalistik Bernd Blöbaum im Wintersemester 1990/91 als medienpraktisches Projekt initiiert. Projektziel war die Entwicklung und Verwirklichung einer Campuszeitung als dauerhaftes und marktfähiges Produkt.
Indopendent erschien im Sommersemester 1991 zum ersten Mal (Erstausgabe 16. April 1991) und seither alle zwei Wochen während der Vorlesungszeiten (jedoch nicht in den Semesterferien). Die 213. und letzte Ausgabe wurde am 1. Juli 2008 veröffentlicht. Ab dem Wintersemester 2008/09 wurde die Dortmunder Campuszeitung vom Magazin pflichtlektüre abgelöst, das jetzt nicht nur an der TU Dortmund erscheint, sondern auch an der Ruhr-Universität Bochum und an der Universität Duisburg-Essen.